# Erythrina eggersii
Erythrina eggersii är en ärtväxtart som beskrevs av Krukoff och Harold Norman Moldenke. Erythrina eggersii ingår i släktet Erythrina och familjen ärtväxter. Inga underarter finns listade i Catalogue of Life.